# Episodi di Cumbia Ninja (prima stagione)
La prima stagione della serie televisiva Cumbia Ninja è stata trasmessa nell'America Latina per la prima volta dall'emittente Fox dal 5 settembre al 28 novembre 2013.
In Italia, la stagione è andata in onda sul canale satellitare Fox dal 6 maggio al 5 agosto 2014.
| nº | Titolo originale                 | Titolo italiano        | Prima TV America Latina | Prima TV Italia |
| -- | -------------------------------- | ---------------------- | ----------------------- | --------------- |
| 1  | Ojos en la espalda               | Occhi sulla schiena    | 5 settembre 2013        | 6 maggio 2014   |
| 2  | Somos Niebla                     | Siamo nebbia           | 12 settembre 2013       | 13 maggio 2014  |
| 3  | Luz De Sombra                    | Luce e ombra           | 19 settembre 2013       | 20 maggio 2014  |
| 4  | ¿De Qué Lado De La Pecera Estás? | Metamorfosi            | 26 settembre 2013       | 27 maggio 2014  |
| 5  | Aire Caliente                    | Aria calda             | 3 ottobre 2013          | 3 giugno 2014   |
| 6  | Pesado como pluma                | Pesante come una piuma | 10 ottobre 2013         | 10 giugno 2014  |
| 7  | Jaulita de oro                   | Gabbia dorata          | 17 ottobre 2013         | 17 giugno 2014  |
| 8  | Lo mejor de lo peor              | Il meglio del peggio   | 24 ottobre 2013         | 24 giugno 2014  |
| 9  | El horoscopo dice                | L'oroscopo dice        | 31 ottobre 2013         | 8 luglio 2014   |
| 10 | Ni modo                          | Non c'è modo           | 7 novembre 2013         | 15 luglio 2014  |
| 11 | Pateando culos                   | Calci in culo          | 14 novembre 2013        | 22 luglio 2014  |
| 12 | Idea fija                        | Idea fissa             | 21 novembre 2013        | 29 luglio 2014  |
| 13 | Canibal                          | Cannibale              | 28 novembre 2013        | 5 agosto 2014   |